# Fernando Clavijo Batlle
Fernando Clavijo Batlle (ur. 10 sierpnia 1971 w San Cristóbal de La Laguna) – hiszpański i kanaryjski polityk, przedsiębiorca oraz samorządowiec, lider Koalicji Kanaryjskiej (CC), w latach 2008–2015 alkad San Cristóbal de La Laguna, w latach 2015–2019 i od 2023 prezydent Wysp Kanaryjskich.

## Życiorys
Ukończył studia ekonomiczne na Universidad de La Laguna, po czym był zatrudniony w sektorze prywatnym, m.in. prowadząc własną działalność gospodarczą. Zaangażował się w działalność polityczną w ramach Koalicji Kanaryjskiej. Pracował w administracji samorządowej swojej rodzinnej miejscowości, w 2008 został wybrany na alkada San Cristóbal de La Laguna. Był sekretarzem generalnym organizacji młodzieżowej CC, a w 2012 stanął na czele partyjnych struktur na Teneryfie.
W 2014 został kandydatem swojego ugrupowania na urząd prezydenta Wysp Kanaryjskich. W wyborach regionalnych w 2015 uzyskał mandat deputowanego do regionalnego parlamentu. Następnie głosami posłów CC i socjalistów powołano go na prezydenta tego regionu. Stanowisko to zajmował do 2019, pozostał posłem do kanaryjskiego parlamentu na kolejną kadencję. Wkrótce po odejściu z urzędu desygnowano go w skład Senatu. W 2023 ponownie wybrany na posła do regionalnego parlamentu. W tym samym roku powrócił na stanowisko prezydenta Wysp Kanaryjskich (w ramach koalicji CC m.in. z Partią Ludową).